# كريس هوي

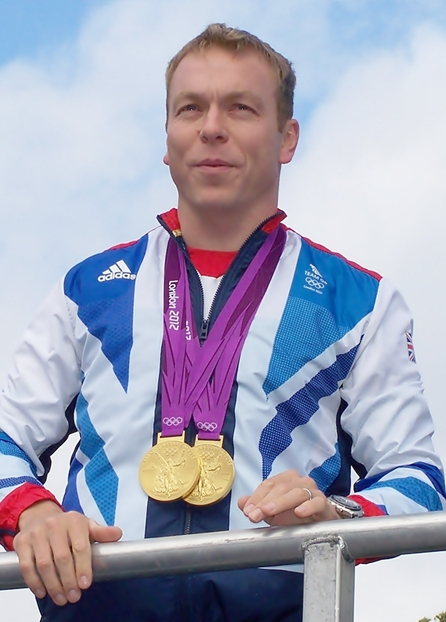
كريس هوي.

كريس هوي (Chris Hoy) هو لاعب أولمبي لرياضة ركوب الدراجات من بريطانيا العظمى. شارك في الأولمبياد الصيفي في 2000–2012، وفاز بما مجموعه 7 ميداليات.

## الميداليات
| ذهب | فضة | برونز | المجموع |
| 6   | 1   | 0     | 7       |

## روابط خارجية
- كريس هوي على موقع الاتحاد الدولي للدراجات (الإنجليزية)
- كريس هوي على موقع أرشيف الدراجات (الإنجليزية)
- كريس هوي على موقع CycleBase (الإنجليزية)
- كريس هوي على موقع DriverDB.com (الإنجليزية)
- كريس هوي على موقع اللجنة الأولمبية الدولية (الإنجليزية)
- كريس هوي على موقع أوليمبيديا (الإنجليزية)
- كريس هوي على موقع اللجنة الأولمبية البريطانية (الإنجليزية)
- كريس هوي على موقع اتحاد ألعاب الكومنولث (مؤرشف) (الإنجليزية)
- كريس هوي على موقع دورة ألعاب الكومنولث 2006 (مؤرشف) (الإنجليزية)
- كريس هوي قاعة قاعة إسكتلندا للمشاهير الرياضية (الإنجليزية)